# (21873) Jindřichůvhradec
(21873) Jindřichůvhradec, désignation internationale (21873) Jindrichuvhradec, est un astéroïde de la ceinture principale.

## Description
(21873) Jindrichuvhradec est un astéroïde de la ceinture principale. Il fut découvert le 29 octobre 1999 à l'Observatoire Kleť par Jana Tichá et Miloš Tichý. Il présente une orbite caractérisée par un demi-grand axe de 3,15 UA, une excentricité de 0,21 et une inclinaison de 4,5° par rapport à l'écliptique.

## Compléments